# Dressieren (Kochen)

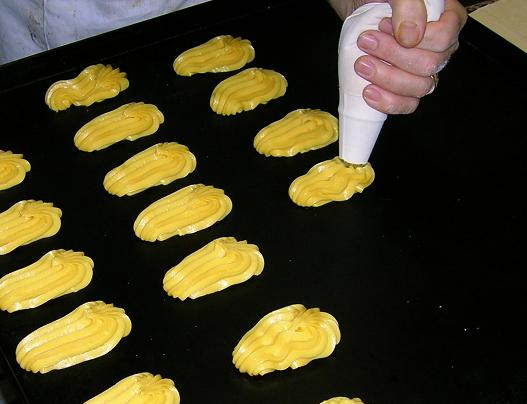
Beispiel für das Dressieren von Pasten: Brandmasse wird mit dem Spritzbeutel auf ein Backblech dressiert.

Dressieren (auch Formen) bezeichnet in der Küche drei verschiedene Verfahren der Speisenzubereitung. Dabei unterscheidet man das zubereitende In-Form-Bringen von noch zu garenden Speisen wie Klößen oder Fleisch von der Portionierung der fertigen anzurichtenden Speisen. 

## Dressieren von Fleisch und Geflügel
Unter Dressieren oder Bridieren von Fisch und Fleisch, vor allem Geflügel, versteht man das Bratfertigmachen des Kochguts mit Hilfe von Küchengarn, Klammern (wie z. B. Rouladenklammern), Nadeln und Spießchen aus Metall (wie z. B. Rouladennadeln) oder Holz (wie z. B. Holzspießchen oder auch Zahnstochern).
Das Bridieren wird vor der Zubereitung durchgeführt. Bei Geflügel bindet man die Flügel und Keulen am Corpus fest, damit die Extremitäten bei der Zubereitung (Braten, Grillen) dieselbe Garzeit haben. Andere Formen wie Lammkrone oder Fischringe werden für Schaustücke besonders hergerichtet. Die Hilfsmittel werden vor dem Servieren entfernt.

## Dressieren von pastösen Massen
Die Formgebung pastöser Massen mit Hilfe eines Spritzbeutels zum Endverzehr wird auch als Dressieren bezeichnet.

## Dressieren bei der Backwerkverzierung
Sahne oder Cremes werden auch zur Verzierung mit Spritzhilfsmitteln auf Backstücke aufdressiert.